# Медленное кино
Медленное кино (англ. cinema of slowness) — направление в кинематографе, для которого характерны длительные планы, минимальное количество монтажных склеек, минимализм драматургического содержания или отсутствие нарратива как такового.
Иногда вместе с термином «медленное кино» также употребляется термин «созерцательное кино».

## История термина
Одним из первых термин «медлительность» в отношении кинематографа употребил французский кинокритик Мишель Симан в 2003 году. Он отметил, что о феномене можно говорить в контексте таких имен, как Бела Тарр, Цай Минлян, Аббас Киаростами.

В 2008 году Метью Фланаган расширил теоретическую базу своей статьей «К эстетике "медленного" в современном кинематографе». Основой материала стала идея о том, что «медленное кино» основывается на использовании чрезвычайно длинных планов, которые децентрируют и преуменьшают значимость истории, делая акцент на тишине и повседневности.
«Медленное» кино (cinema of slowness по классификации Мишеля Симана в 2003 году) начало означать необыкновенный вид мыслящего искусства, где форма и временной характер представляют собой немалую эмоциональную выразительность, а ослабление темпа служит для смещения импульса в логике повествования.
Под такую характеристику попадают пятиминутные планы из фильмов Бела Тарра, которые показывают бесцельно идущих под проливным дождем людей; созерцательные пейзажные образы картин Карлоса Рейгадаса (Мексика), Лисандро Алонсо (Аргентина) и Лав Диаса (Филиппины).
Однако термин «медленное кино» получил академическое признание только к 2010 году, когда вошел в лексикон англоязычных критиков и киноманов. В Англии популяризации термина послужили несколько статей из журнала Sight & Sound, особенно редакционная статья «Пассивно-Агрессивный» Ника Джеймса.

## Художественные особенности
К ключевым особенностям «медленного кино» зачастую относят длину кадра, средняя продолжительность которого находится в пределах тридцати секунд. Однако это нуждается в определенных уточнениях: средняя продолжительность кадра не объясняет, почему фильм можно считать медленным, поэтому для причисления картины к тому или иному направлению, её необходимо качественно проанализировать в отношении других элементов стилистики «медленного».
Теоретиком кино Хьюми Лимом была разработана аналитическая база, которая позволяет отнести фильм к «медленному кино» или иному направлению в кинематографе. Фильм, который подвергается проверке, анализируется по следующим стилистическим параметрам: «тишина», «неподвижность», «содержание кадра», «движение камеры» и «движение».

С точки  зрения нарратива, внимание в медленном кино должно быть приковано к нейтральным действиям, которые записываются в самых мельчайших деталях и фактически воспроизводятся перед зрителем в реальном времени.
Минималистичная структура повествования в современном «медленном» кино преимущественно достигается непосредственно редуцированием, непрерывно освобождающим от глубоко укоренившихся драматических элементов: рассеивание информации в размашистых текстах «Рыцарской чести» Серра или у Тарра в «Гармониях Веркмейстера» (2000), адаптациях «Дона Кихота» Сервантеса и «Грусти сопротивления» Ласло Краснахоркаи; чередование сокращений и удлинений в веренице рассказов у Цая в «Да здравствует любовь» (1994), «Сатанинское танго» (1994) Тарра, «Слоне» (2003) Ван Санта и «Натюрморте» (2006) Цзя; существенное урезание понятия «линейное повествование» практически лишь до медленного показа дня в фильме Вирасетакула «Благословенно ваш» (2002) или отстраненные скитания у Бартаса в «Трех днях» (1991), у Ван Санта в «Джерри» и в «Юности в движении» (2006) Кошты. Такая редукция рискует вызвать скуку у зрителя, разлагая традиционные компоненты повествования на зачаточную основу центрального конфликта и серию отстраненных событий, отклоняющихся от темы.

## Критика
Статьей «Пассивно-Агрессивное» Ник Джеймс поставил под сомнению критическую обоснованность явления. Материал стал предлогом для дебатов, которые вскоре перешли в другие средства массовой информации, охватили кинокритиков, философов и культурологов вроде Стивена Шавиро.
В 2011 году дебаты продолжились уже на страницах The New York Times, где критик Дэн Койс назвал «медленных» кинематографистов неприятными "культурными овощами". На страницах этого же издания критики Манохла Даргис и А.О. Скотт встали на защиту "медленного и скучного" кинематографа.
Подобные споры вокруг термина привели к тому, что исследователи кино Девид Бордуэлл и Кристин Томпсон посвятили направлению статью в блоге «Наблюдения за киноискусством». В своем материале «Observation on film art: good and good for you», они заключили: «Культура кино поляризируется: быстрое, агрессивное кино для массового рынка и медленное, более строгое кино, для фестивалей».
Подобные дискуссии говорят о том, что однозначного ответа на вопрос уместно ли употребление термина «медленное кино» в академической среде еще нет. Гарри Таттл, например, отвергает термин как «неправильную характеристику, вызывающую неуважение и карикатуру», принимая вместо этого более позитивное обозначение «CCC», аббревиатуру «современного созерцательного кино».

## Академические исследования
Тема получила развитие в академических кругах, например, в следующих исследованиях:
1. Ира Джаффе: «Медленные фильмы - противодействие экшен-кино»[6];
2. Хьюми Лим: «Цай Минлян и кинематограф медлительности»[1];
3. Лутц Кёпник: «"Медлительность": к эстетике современности»[7].

В то время, как Фланаган исторически отнёс «медленное кино» в послевоенную модернистскую и экспериментальную традицию, исследование Джаффе фокусируется на широком межкультурном спектре современных фильмов.
Хьюми Лим же сосредоточен исключительно на тайваньском режиссере, используя его фильмы в качестве средства для формулирования концептуальной основы и фундамента для изучения «медленного кино» вообще.
Кёпник предлагает исследовать медлительность не с точки зрения кинематографической продолжительности или эстетики длительности, а скорее с точки зрения разнообразных практик современного искусства.